# La Feria
La Feria è un centro abitato degli Stati Uniti d'America, situato nella contea di Cameron dello Stato del Texas.

## Geografia fisica
Secondo lo United States Census Bureau, ha un'area totale di 2,0 miglia quadrate (5,2 km²).
Nel 2004, la città ha annesso il Census-designated place di Arroyo Alto, aumentando la popolazione della città di circa 300 persone.

## Società

### Evoluzione demografica
Secondo il censimento del 2000, c'erano 6.115 persone, 2.021 nuclei familiari, e 1.620 famiglie residenti nella città. La densità di popolazione era di 3.075,1 persone per miglio quadrato (1,186,4/km²). C'erano 2.895 unità abitative a una densità media di 1.455,8 per miglio quadrato (561,7/km²). La composizione etnica della città era formata dal 74,91% di bianchi, lo 0,26% di afroamericani, lo 0,43% di nativi americani, lo 0,33% di asiatici, lo 0,07% di isolani del Pacifico, il 20,69% di altre razze, e il 3,32% di due o più etnie. Ispanici o latinos di qualunque razza erano il 77,45% della popolazione.
C'erano 2.021 nuclei familiari di cui il 35,3% avevano figli di età inferiore ai 18 anni, il 58,4% erano coppie sposate conviventi, il 18,6% aveva un capofamiglia femmina senza marito, e il 19,8% erano non-famiglie. Il 17,4% di tutti i nuclei familiari erano individuali e l'11,4% aveva componenti con un'età di 65 anni o più che vivevano da soli. Il numero di componenti medio di un nucleo familiare era di 3,03 e quello di una famiglia era di 3,44.
La popolazione era composta dal 30,6% di persone sotto i 18 anni, il 9,6% di persone dai 18 ai 24 anni, il 22,4% di persone dai 25 ai 44 anni, il 18,6% di persone dai 45 ai 64 anni, e il 18,9% di persone di 65 anni o più. L'età media era di 34 anni. Per ogni 100 femmine c'erano 86,5 maschi. Per ogni 100 femmine dai 18 anni in giù, c'erano 81,5 maschi.
Il reddito medio di un nucleo familiare era di 24.660 dollari, e quello di una famiglia era di 28.832 dollari. I maschi avevano un reddito medio pro capite di 22.933 dollari contro i 15.497 dollari delle femmine. Il reddito medio pro capite era di 12.064 dollari. Circa il 21,9% delle famiglie e il 29,2% della popolazione erano sotto la soglia di povertà, incluso il 44,1% di persone sotto i 18 anni e il 19,5% di persone di 65 anni o più.